# Линскенс, Кьяра
Кьяра Шанталь С. Линскенс (нидерл. Kyara Chantal C. Linskens; родилась 13 ноября 1996 года в Брюгге, Западная Фландрия, Бельгия) — бельгийская профессиональная баскетболистка, выступающая за клуб женской национальной баскетбольной ассоциации «Голден Стэйт Валкириз». Играет в амплуа центровой. Помимо того она защищает цвета российской команды «Динамо (Курск)».
В составе национальной сборной Бельгии стала бронзовым призёром чемпионата Европы 2017 года в Чехии и 2021 года в Испании и Франции. Кроме этого принимала участие в Олимпийских играх 2020 года в Токио и в Олимпийских играх 2024 года в Париже, на чемпионатах мира 2018 года в Испании и 2022 года в Австралии и чемпионате Европы 2019 года в Сербии и Латвии.

## Профессиональная карьера

### Клубная
Профессиональную карьеру начала в Бельгии. В сезоне 2016—2017 выступала за клуб «Намюр-Капиталь», затем один сезон провела в чешском клубе «ДСК Нимбурк». В 2019 году перешла в польскую команду «АЗС АДП Гожув».
С октября 2024 года выступает в составе команды «Динамо (Курск)».

### Международная
C 2011 года начала выступать за юниорские и юношеские сборные Бельгии по баскетболу. В 2017 году Линскенс была включена в состав национальной сборной Бельгии для участия в чемпионата Европы 2017 года в Чехии, где завоевала бронзовые медали. Принимала участие в чемпионате мира 2018 года в Испании, где заняла в её составе четвёртое место и чемпионате Европы 2019 года в Сербии и Латвии, где бельгийки стали пятыми.

## Достижения
- Бронзовый призёр Евробаскета 2017 года